# Mazlum Doğan
Mazlum Doğan, född 1955 i provinsen Tunceli, död 21 mars 1982 i Diyarbakır, var kurd och en av PKK:s grundare. Han tog livet av sig i protest mot Turkiet.
Han var den kurdiska tidskriften Serxwebuns förste chefredaktör.